# Edgar Ziesemer

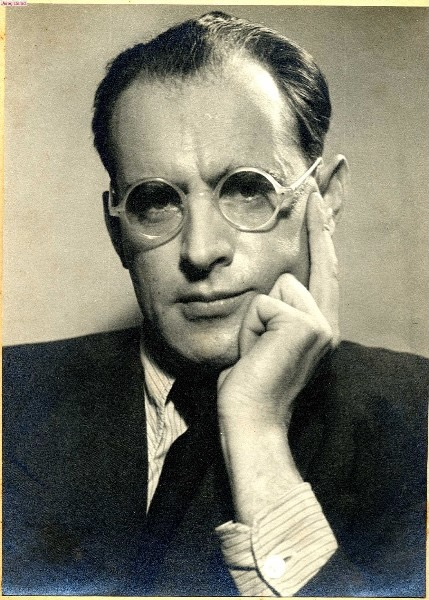
Porträt von Edgar S. Ziesemer

Edgar S. Ziesemer (* 18. Juli 1895 als Edgar Emanuel Karl Srigio Ziesemer in Berlin; † 21. Oktober 1971 ebenda) war ein deutscher Kameramann.

## Leben
Edgar Ziesemer hatte seine fotografische Ausbildung an der Technischen Hochschule erhalten. 1916 ging er zur Deutschen Bioscop und begann seine Tätigkeit als Kameramann. Zwischen 1918 und 1920 arbeitete Ziesemer als einfacher Kameramann für die May Film. Von 1921 bis 1924 besaß er seine eigene Produktionsfirma. 1925 kehrte Ziesemer hinter die Kamera zurück.
Als Chefkameramann, zunächst weiterhin unter der Patronage erfahrenerer Kameraleute, arbeitete Ziesemer nunmehr regelmäßig für den Kinofilm. Bis 1938 fotografierte er eine Reihe von minder wichtigen Filmen, meist für kleinere Privatgesellschaften, seltener für Großfirmen wie die UFA. 1939–1941 fotografierte er mehrere Märchenfilme für die Produktionsfirma Hubert Schongers, ab 1940 konzentrierte sich Ziesemer auf die Arbeit beim Industrie- und Dokumentarfilm. Auch nach dem Zweiten Weltkrieg lag sein Hauptbetätigungsfeld weiterhin beim Dokumentar-, später auch beim Fernsehfilm.

## Filmografie (Auswahl)
- 1918: Der fliegende Holländer
- 1920: Da haste aber Glück gehabt (auch Regie, Produktion)
- 1922: In den Höhen des Schweigens (auch Regie und Produktion)
- 1923: Im Bannes des Meeres (auch Regie, Drehbuch und Produktion)
- 1926: Derby
- 1926: Dagfin
- 1926: Staatsanwalt Jordan
- 1926: Eine tolle Nacht
- 1927: Der Himmel auf Erden
- 1927: Venus im Frack
- 1927: Ihr letztes Liebesabenteuer
- 1927: Gehetzte Frauen
- 1927: Üb’ immer Treu’ und Redlichkeit
- 1927: Am Rüdesheimer Schloß steht eine Linde
- 1927: Eins plus Eins gleich Drei
- 1928: Der Tanzstudent
- 1928: Die Yacht der sieben Sünden
- 1929: Spiel um den Mann
- 1929: Schwarzwaldmädel
- 1929: Scapa Flow
- 1930: In Wien hab’ ich einmal ein Mädel geliebt
- 1932: Kavaliere vom Kurfürstendamm
- 1934: Aether-Brettl (Kurzfilm)
- 1934: Der blaue Diamant
- 1934: Ein Mädel aus guter Familie
- 1936: Engel mit kleinen Fehlern
- 1936: Donner, Blitz und Sonnenschein
- 1936: Hummel – Hummel
- 1936: Musik zu Zweien (Kurzfilm)
- 1936: Der lustige Witwenball
- 1936: Meine Frau, die Perle
- 1937: Sherlock Holmes: Die graue Dame
- 1937: Autobus S
- 1937: Die Landstreicher
- 1938: Monika – Eine Mutter kämpft um ihr Kind
- 1938: Der nackte Spatz
- 1938: Mordsache Holm
- 1938: Liebelei und Liebe
- 1939: Die Heinzelmännchen
- 1939: Schneewittchen und die sieben Zwerge
- 1940: Hänsel und Gretel
- 1940: Frieder und Catherlieschen
- 1940: Fliegeralarm, was tun? (Dokumentarfilm)
- 1941: Das tapfere Schneiderlein
- 1941: Deutsches Volksbildungswerk (Dokumentarfilm)
- 1941: Glück über Nacht (Dokumentarfilm)
- 1942: Zellstoff und Papier (Industriefilm)
- 1942: Negativ und positiv (Industriefilm)
- 1943: Kohle sparen, aber wie? (Kurzdokumentarfilm)
- 1943: Auftrag Hacker (Dokumentarfilm)
- 1950: Botschafter der Musik (Dokumentarfilm)
- 1951: Das goldene Band (Kurzdokumentarfilm)
- 1953: Robert und Clara Schumann (Kurzfilm)
- 1954: Himmlische Musik (Dokumentarfilm)